# Ṑ̧
Cette page contient des caractères spéciaux ou non latins. S’ils s’affichent mal (▯, ?, etc.), consultez la page d’aide Unicode.
Ṑ̧ (minuscule : ṑ̧), appelé O macron accent grave cédille, est un graphème et une lettre additionnelle de l’alphabet latin utilisée pour la translitération du grec. Elle est composée d’un O, d’une cédille, d’un macron et d’un accent grave.

## Utilisation
Le ṑ̧ est utilisé par certains auteurs comme translittération latin de l’oméga dasia et iota souscrit ‹ ῲ › grec.
La Bibliothèque nationale de France l’utilise notamment dans la romanisation du grec suivant la ISO 843 dans son catalogue.

## Représentations informatiques
Le O macron accent grave cédille peut être représenté avec les caractères Unicode suivants : 
- précomposé et normalisé NFC (latin étendu A, diacritiques) :

| formes    | représentations | chaînes de caractères | points de code | descriptions                                                         |
| --------- | --------------- | --------------------- | -------------- | -------------------------------------------------------------------- |
| capitale  | Ṑ̧               | Ṑ̧                     | U+1E50 U+0327  | lettre majuscule latine o macron et accent grave diacritique cédille |
| minuscule | ṑ̧               | ṑ̧                     | U+1E51 U+0327  | lettre minuscule latine o macron et accent grave diacritique cédille |

- décomposé et normalisé NFD (latin de base, diacritiques) :

| formes    | représentations | chaînes de caractères | points de code              | descriptions                                                                       |
| --------- | --------------- | --------------------- | --------------------------- | ---------------------------------------------------------------------------------- |
| capitale  | Ṑ̧               | O◌̧◌̄◌̀                  | U+004F U+0327 U+0304 U+0300 | lettre majuscule o diacritique cédille diacritique macron diacritique accent grave |
| minuscule | ṑ̧               | o◌̧◌̄◌̀                  | U+006F U+0327 0304 U+0300   | lettre minuscule o diacritique cédille diacritique macron diacritique accent grave |

## Sources
- Bibliothèque nationale de France, « Translittération du grec », sur Kitcat : portail d’aide au catalogage de la BnF